# Platybdella fabricii
Platybdella fabricii är en ringmaskart som beskrevs av Malm 1863. Platybdella fabricii ingår i släktet Platybdella och familjen fiskiglar. Arten har ej påträffats i Sverige. Inga underarter finns listade i Catalogue of Life.